# Чёндыхъёган
Чёндыхъёган (устар. Чёндых-Ёган) — река в России, протекает по Нижневартовскому району Ханты-Мансийского АО. Устье реки находится в 34 км по левому берегу реки Ватъёган. Длина реки составляет 23 км.

## Данные водного реестра
По данным государственного водного реестра России относится к Верхнеобскому бассейновому округу, водохозяйственный участок реки — Обь от впадения реки Васюган до впадения реки Вах, речной подбассейн реки — Васюган. Речной бассейн реки — (Верхняя) Обь до впадения Иртыша.